# Torggatan, Göteborg
Torggatan är en gata inom stadsdelen Nordstaden i Göteborg. Den är cirka 275 meter lång, och sträcker sig från Gustaf Adolfs torg till Sankt Eriks Torg.
Gatan fick sitt namn 1666, genom anslutningen till Stora torget, nuvarande Gustav Adolfs torg i sin södra del. Dessutom tillkom Sankt Eriks torg (1852) i gatans norra ända. Äldsta namnet på gatan var Sankt Niklas gata, troligen fastställt vid stadens första stadsplan 1621. Parallella namn har också varit Kyrkogårdsgatan och Kyrkogårdsgränden efter Göteborgs äldsta kyrkogård vid foten av Kvarnberget, Gamble Kyrkiogården, som användes fram till 1645. 